# 1984 (For the Love of Big Brother)
1984 (For the Love of Big Brother) é o quarto álbum de estúdio do duo de música pop britânico Eurythmics, lançado em novembro de 1984 pela Virgin Records. Contém as canções gravadas pelo grupo para o filme Nineteen Eighty-Four, adaptação do romance homônimo de George Orwell.

## Produção
A Virgin Films, que produziu a adaptação da obra de Orwell para ser lançada em 1984 (ano em que se passam os eventos do livro), comissionou o Eurythmics para escrever as canções da trilha sonora do filme. O grupo, entretanto, não sabia que o diretor Michael Radford já havia comissionado uma gravação orquestral para a trilha sonora do filme, composta por Dominic Muldowney alguns meses antes, e não apreciava a obra do Eurythmics. Assim sendo, duas versões do filme foram lançadas, uma com a música do Eurythmics e de Muldowney, e a "versão do diretor", apenas com a música orquestral.
Ao receber o prêmio Evening Standard de melhor filme, Radford Radford expressou publicamente seu descontentamento com a decisão da Virgin de incluir a música do Eurythmics no filme, alegando que a música da banda foi "impingida" em seu filme. Radford retirou o filme da pré-indicação ao prêmio BAFTA como forma de protesto à decisão da Virgin de incluir o Eurythmics na trilha sonora. O grupo lançou uma declaração dizendo que havia agido em boa fé quando aceitou o convite da Virgin, e não o teria feito caso soubesse que a produtora agiu sem a aprovação do diretor.
Para a produção do álbum, Lennox e Stewart trabalharam como um duo, sem a participação de nenhum outro músico. O álbum, ao mesmo tempo que contém muitos elementos da música eletrônica, está longe de ser considerado apenas synthpop; Stewart descreveu algumas faixas como sendo como sendo "Kraftwerk se encontra com a múscia tribal africana que se encontra com Booker T and the MGs". A maioria das faixas são instrumentais, com os títulos e letras de duas canções do álbum sendo adaptações literais do texto distópico de Orwell. "I Did It Just The Same", por exemplo, é retirado de uma passagem do livro onde o protagonista Winston Smith relata como cometeu "crime-sexo" ("sexcrime") com uma prostituta.
A canção "Julia" se refere ao nome da amante de Winston, enquanto "Sexcrime" e "Doubleplusgood" são exemplosa da Novilíngua, a versão revisada da língua inglesa que é utilizada no livro. A faixa "Doubleplusgood" apresenta uma anunciante do sexo feminino—a onipresente voz do telão no filme—lendo vários memorandos que Winston recebeu em seu trabalho no Ministério da Verdade, onde tinha o papel de alterar artigos de jornais do passado e do presente para que obedecessem aos dogmas atuais do Partido. A faixa "Ministry of Love" se refere ao Ministério do Amor, departamento de tortura do governo que continha o "Room 101" (Quarto 101), onde a vítima de tortura era confrontada com seu pior pesadelo.

## Lançamento e singles
O álbum foi lançado em novembro de 1984, um mês após a estreia do filme em Londres e um mês antes de seu lançamento em Nova York. O álbum não conseguiu capitalizar o sucesso dos discos anteriores do Eurythmics, atingindo baixas vendas nos países em que foi lançado, com exceção da Suécia, onde atingiu a sexta posição na parada oficial. O álbum foi certificado com um disco de ouro pela BPI por mais de cem mil cópias vendidas no Reino Unido, sendo o álbum de pior vendagem do grupo desde seu álbum de estreia, In the Garden, de 1981.
Dois singles foram lançados para promover o álbum. O primeiro deles foi a faixa de pop dançante "Sexcrime (Nineteen Eighty-Four)", que atingiu sucesso comercial na maioria dos países em que foi lançado, com exceção dos Estados Unidos. A balanda romântica "Julia", entretanto, não agradou os fãs da música dançante do grupo e atingiu pouco sucesso comercial.
| Críticas profissionais                                                      | Críticas profissionais |
| Avaliações da crítica                                                       | Avaliações da crítica  |
| Fonte                                                                       | Avaliação              |
| --------------------------------------------------------------------------- | ---------------------- |
| allmusic                                                                    | [ 1 ]                  |
| Esta tabela precisa de ser acompanhada por texto em prosa. Consulte o guia. |                        |

## Faixas
Todas as faixas foram escritas por Annie Lennox e Dave Stewart, com exceção de "Julia", escrita por Jimmy Lennox e Dave Stewart.
1. "I Did It Just The Same" – 3:28
2. "Sexcrime (Nineteen Eighty-Four)" – 3:59
3. "For The Love of Big Brother" – 5:05
4. "Winston's Diary" – 1:22
5. "Greetings From A Dead Man" – 6:13
6. "Julia" – 6:40
7. "Doubleplusgood" – 4:40
8. "Ministry of Love" – 3:46
9. "Room 101" – 3:52

## Performance nas paradas
Álbum
| Parada (1984)     | Maior posição |
| ----------------- | ------------- |
| UK Albums Chart   | 23            |
| Billboard 200     | 93            |
| ARIA Charts       | 22            |
| Swiss Charts      | 18            |
| Sverigetopplistan | 6             |

Singles
| Canção                            | Parada (1984)          | Maior posição |
| --------------------------------- | ---------------------- | ------------- |
| "Sexcrime (Nineteen Eighty-Four)" | UK Singles Chart       | 4             |
| "Sexcrime (Nineteen Eighty-Four)" | Billboard Hot 100      | 81            |
| "Sexcrime (Nineteen Eighty-Four)" | Hot Dance Club Play    | 2             |
| "Sexcrime (Nineteen Eighty-Four)" | Canadian Singles Chart | 18            |
| "Sexcrime (Nineteen Eighty-Four)" | Media Control Charts   | 3             |
| "Sexcrime (Nineteen Eighty-Four)" | IRMA Charts            | 4             |
| "Sexcrime (Nineteen Eighty-Four)" | ARIA Charts            | 5             |
| "Sexcrime (Nineteen Eighty-Four)" | Swiss Charts           | 6             |
| "Sexcrime (Nineteen Eighty-Four)" | Sverigetopplistan      | 3             |
| "Sexcrime (Nineteen Eighty-Four)" | SNEP                   | 7             |
| "Sexcrime (Nineteen Eighty-Four)" | VG-lista               | 9             |
| "Julia"                           | UK Singles Chart       | 44            |
| "Julia"                           | IRMA Charts            | 17            |